# 李用和 (嘉靖進士)
李用和（1508年—？），字元樂，號阳坡，山東青州府益都縣人，民籍，明朝政治人物。

## 生平
嘉靖十六年（1537年）丁酉科山東鄉試第十二名舉人。嘉靖十七年（1538年）中式戊戌科會試第一百八十一名，登第三甲第九十九名進士。授大理寺評事，歷任大理寺右寺副、寺正，嘉靖二十五年任河南卫辉府知府，同年十二月湖广守备太监廖斌派遣长随夏忠进献皇庄子粒银，至河南新乡被强盗所劫，嘉靖帝大怒，令河南巡抚柯相戴罪捕贼，巡按御史侯度、分巡佥事刘佐、分守参政常时平、卫辉府知府李用和、新乡县知县侯东及卫辉、怀庆卫所官徐国桢等人俱被锦衣卫逮捕至京师送镇抚司拷问，侯度則死于杖刑。

## 家族
曾祖李俊；祖父李瞻；父李鑑，母韓氏。重庆下。弟李用敬（贡士、辛丑進士）、李用中。